# The Little Ones
The Little Ones är ett amerikanskt indiepopband från Los Angeles i Kalifornien. 
Bandet består av Edward Nolan Reyes på gitarr och sång, hans bror Brian Reyes på keyboard, bas och sång, Ian Moreno på gitarr och percussion, Lee LaDouceur på keyboard, bas och sång, Kevin Lenhart på trummor och multiinstrumentalisten Ryan Wilson. 
Musikaliskt tar bandet avstamp i 1960-talets popmusik och är påtagligt influerade av grupper som The Beach Boys, The Kinks och The Zombies.  Det märks inte minst i stämsång, instrumentval - mellotroner, Rickenbackergitarrer och handklapp - samt medryckande melodier.
Precis innan gruppens debutalbum skulle komma ut avbröt skivbolaget EMI samarbetet med dem. Numera distribueras deras musik av brittiska Heavenly Records.
Bandmedlemmarna Edward Reyes och Ian Moreno spelade tidigare i indierockgruppen Sunday’s Best.

## Diskografi
- Sing Song EP, 2007
- Terry Tales and Fallen Gates EP, 2008
- Morning Tide, 2008
- The Dawn Sang Along, 2013